# ユライア・ローズ
ユライア・ミルトン・ローズ（英:Uriah Milton Rose、1834年3月5日-1913年8月12日）は、アメリカ合衆国アーカンソー州の影響力あった弁護士である。

## 伝記
ローズは1834年3月5日にアーカンソー州ブラッドフォーズビルで生まれ、5歳でラテン語を学び、その父が死んだ1849年までに優れた教育を受けた。ローズが17歳のときに、弁護士のR・H・ラウンドツリーがローズを郡事務官補として雇い、ローズはその間にトランシルバニア大学の夜間で学んだ。1853年に大学を卒業すると、ベイツビルで義理の兄と共同経営を始めた。1860年、プラスキ郡の書記官に任命され、これを北軍が州都を占領するまで続けた。ローズはアメリカ合衆国からの脱退には反対したが、南北戦争を通じてアーカンソー州には忠誠を尽くした。
1865年にリトルロックに移転し、アーカンソー州の元首席判事だったジョージ・C・ワトキンスが主宰する法律会社に入った。この会社は現在ローズの名を冠したローズ法律会社となっている。2年後に『アーカンソー・リポートのダイジェスト』を出版した。ローズは法律、化学および文学を学んだ者としてドイツ語が読め、フランス語を流暢に話すことができた。また大衆を前に演説する者としても注目された。その蔵書には様々な言語による8,000冊以上の本があった。1891年、『アーカンソー州憲法』を出版し注目された。アーカンソー州法廷弁護士協会の影響力ある会員となり、1899年から1900年にはその会長を務めた。アメリカ法廷弁護士協会の創立会員となり、1901年から1902年にはその会長も務めた。セオドア・ルーズベルト大統領が1907年にデン・ハーグで開催された第二次万国平和会議の代議員にローズを指名した。
ローズは1913年8月12日にアーカンソー州リトルロックの自宅で死んだ。1917年、アーカンソー州はアメリカ合衆国議会議事堂の国立彫像ホール・コレクションにクラークの大理石像を州の2つの彫像の1つとして寄贈した。
1944年、アメリカ合衆国リバティ船SSユライア・M・ローズが進水した。この船は1972年に廃船になった。